# Sudan (nosorożec)

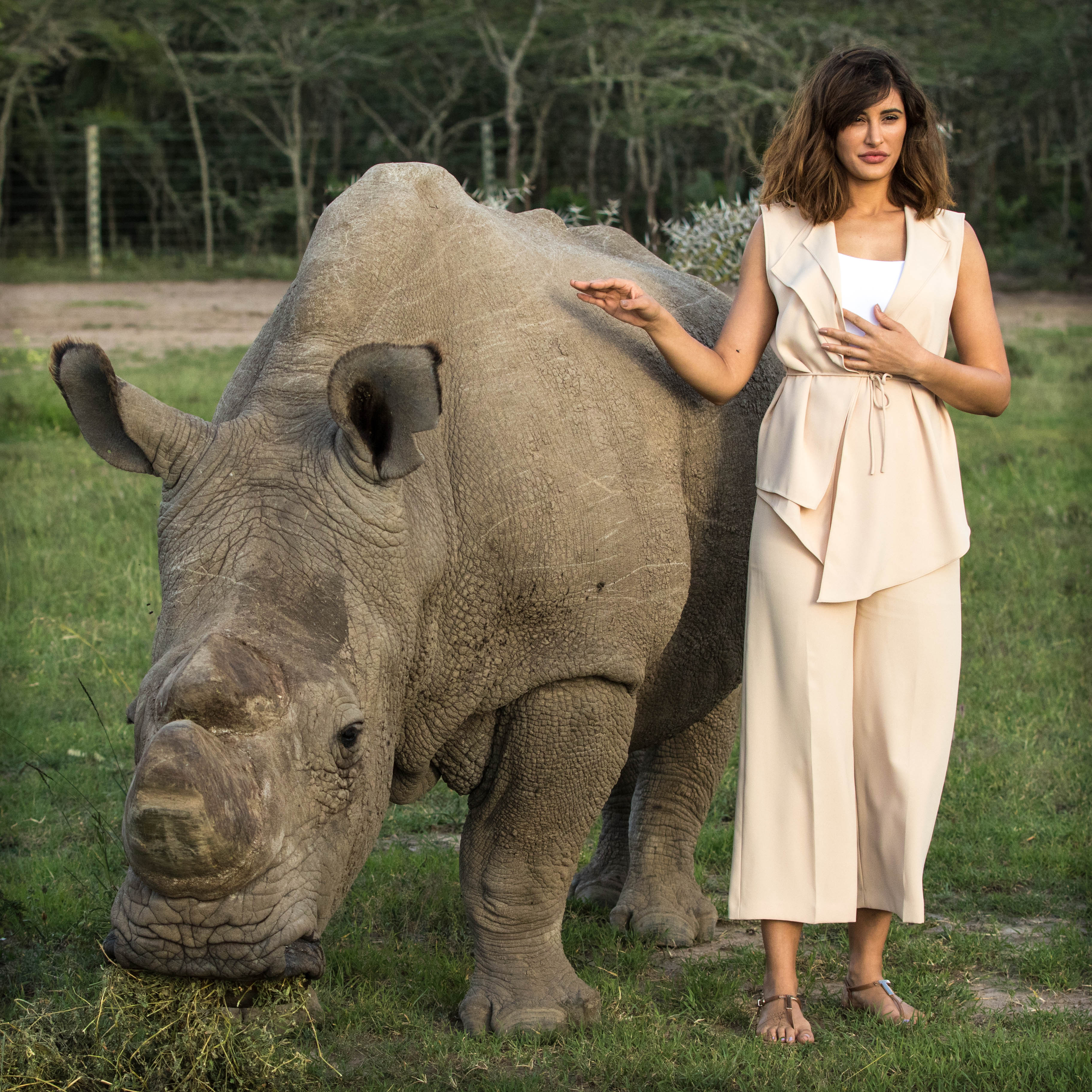
Sudan i Nargis Fakhri (amerykańska modelka i aktorka) w 2015

Sudan (ur. 1973 w Sudanie, zm. 19 marca 2018 w Kenii) – ostatni samiec nosorożca północnego, podgatunku nosorożca białego.
Urodził się w 1973, najprawdopodobniej na terenie Parku Narodowego Shambe w Sudanie (obecnie Sudan Południowy), gdzie w 1975 został schwytany i przetransportowany do ogrodu zoologicznego w czechosłowackim mieście Dvůr Králové nad Labem, gdzie przebywał przez trzydzieści cztery lata.
Po tym, gdy okazało się, że jest jednym z ostatnich samców nosorożca północnego, zaś Zoo Dvůr Králové popadło w kłopoty finansowe, Sudan w grudniu 2009 trafił do rezerwatu Ol Pejeta – działającego od lat 40. XX wieku ośrodka dla dzikich zwierząt. Rezerwat znajduje się w kenijskim hrabstwie Laikipia (dawna prowincja Wielkiego Rowu), położonym na równiku. Wraz z Sudanem przewieziono tam jeszcze trzy zwierzęta: dwie samice – jego córkę Najin i wnuczkę Fatu oraz samca Suniego. W Dvůr Králové pozostała inna jego córka, samica Nabira, która padła w lipcu 2015. Kiedy w październiku 2014 padł Suni, zaś w grudniu Angalifu, samiec z San Diego Zoo Safari Park, Sudan został ostatnim żyjącym samcem nosorożca północnego. Był od tego czasu pilnowany przez 24 godziny na dobę przez uzbrojonych strażników.
Ponieważ okazało się, iż w związku ze swoim wiekiem Sudan nie jest już zdolny do prokreacji, naukowcy kontynuowali starania o przedłużenie gatunku metodą in vitro. Tego typu metoda nie była wcześniej stosowana wobec tak wielkich zwierząt.
Od 2017 Sudan miał swoje konto na Tinderze. Przez wiele lat chorował, głównie ze względu na zwyrodnienie stawów i mięśni. Przez ostatnie dwa miesiące swojego życia nie mógł się poruszać. Miał również rozległe rany na całym ciele. Został uśpiony w kenijskim rezerwacie 19 marca 2018, w wieku około 45 lat, gdy średnio przedstawiciele tego gatunku żyją 40 lat.
W momencie jego śmierci na świecie pozostały jeszcze dwie samice, Najin i Fatu, podgatunek jest krytycznie zagrożony.